# Forest, Mississippi
Forest är en stad (city) i Scott County i delstaten Mississippi i USA. Staden hade 5 430 invånare, på en yta av 33,93 km² (2020). Forest är administrativ huvudort (county seat) i Scott County.

## Kända personer från Forest
- Arthur Crudup, bluesmusiker och låtskrivare ("That's All Right (Mama)")